# Făgăraș

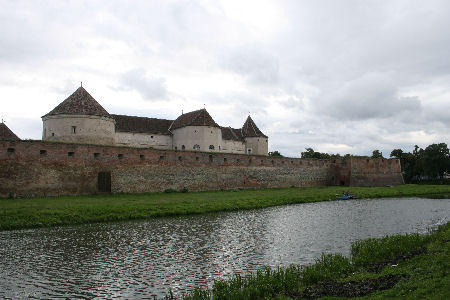
Festung Făgăraș

Făgăraș  [fəɡəˈraʃ] (deutsch Fogarasch oder Fugreschmarkt, siebenbürgisch-sächsisch: Fugresch, ungarisch Fogaras) ist eine Stadt im Kreis Brașov in der Region Siebenbürgen in Rumänien. Durch die Stadt fließt der Olt (Alt).

## Geschichte
Geprägt wird die Stadt durch eine Burg. Eine Sage berichtet, dass von diesem Ort der Fürst Negru Vodă auszog, um südlich der Südkarpaten das Fürstentum Walachei zu gründen. Am Ende des 12. Jahrhunderts war die Burg nur eine Holzfestung, die dann im 14. Jahrhundert zu einer Steinfestung ausgebaut wurde.
Im Königreich Ungarn war die Stadt Verwaltungssitz für das Komitat Fogaras und im Königreich Rumänien für den Kreis Făgăraș.
Über den Fluss Aluta führte eine 270 m lange gedeckte Brücke. 1613 errichtete Gábor Bethlen ein befestigtes Schloss. In der Stadt existierten 1881 fünf Kirchen; damals lebten dort 5307 Einwohner, die Handel, Gewerbe und Tabakanbau betrieben. Die Stadt war Sitz eines Bezirksgerichts und hatte ein evangelisches Gymnasium.
Bei Făgăraș wurde am 12. Juli 1849 Józef Bem von den Russen besiegt.
Im 20. Jahrhundert galt der Ort während der kommunistischen Herrschaft als antikommunistische Hochburg. In den 1950er Jahren war die Burg ein Gefängnis, in dem viele Feinde des Kommunismus interniert waren. Die Burg wurde während der kommunistischen Diktatur restauriert und beherbergt heute ein Museum sowie eine Bibliothek.
Făgăraș hatte 2007 etwa 39.000 Einwohner. Davon waren etwa 306 Siebenbürger Sachsen, wie einer kirchlichen Aufstellung von 2009 zu entnehmen ist.
Das Doamna-Stanca-Gymnasium hat eine deutsche Abteilung, in der alle Fächer in deutscher Sprache unterrichtet werden. Die Schüler sind meist Rumänen, selten Siebenbürger Sachsen.
Seit 2003 besteht in Făgăraș eine Produktionsstätte des 1964 gegründeten österreichischen Unternehmens ALUFIX, mit dem Firmensitz in Wiener Neudorf. 2023 waren hier 38 Beschäftigte tätig.

## Bevölkerung
| 1850 | 4.903  | 2.061  | 944   | 1.249 | 649                |
| 1900 | 7.493  | 3.293  | 2.918 | 1.266 | 11                 |
| 1930 | 8.848  | 5.212  | 2.099 | 971   | 566                |
| 1956 | 17.256 | 14.046 | 1.634 | 1.222 | 354                |
| 1977 | 33.827 | 28.143 | 2.592 | 2.550 | 542                |
| 1992 | 44.931 | 44.018 | 2.337 | 966   | 610                |
| 2002 | 36.121 | 33.677 | 1.643 | 332   | 469                |
| 2011 | 30.714 | 25.853 | 1.056 | 192   | 3.613              |
| 2021 | 26.284 | 19.267 | 588   | 116   | 6.313 (2.255 Roma) |

Seit der offiziellen Erhebung von 1850 wurde in Făgăraș die höchste Einwohnerzahl, und die der Rumänen, 1992 registriert. Die höchste Bevölkerungszahl der Deutschen wurde 1977, die der Magyaren (3367) 1910 und die der Roma (1069) 2011 ermittelt.

## Persönlichkeiten
- Michael Apafi I. (1632–1690), Fürst von Siebenbürgen, gestorben in Făgăraș
- Kata Bethlen (1700–1759), Förderin des Protestantismus und Schriftstellerin
- Adolf Schullerus (1864–1928), Pädagoge, Wissenschaftler, Bischofsvikar und Politiker[8]
- Fritz Schullerus (1866–1898), Maler, gestorben in Cincu[9]
- Mihály Babits von Szentistván (1883–1941), Dichter und Publizist, arbeitete 1908–1911 als Lehrer in Făgăraș
- László Egyed (1914–1970), Geophysiker
- Otto Ernest Weber (1921–2001), rumäniendeutscher Politiker
- Eginald Schlattner (* 1933), Pfarrer und Schriftsteller, lebte zeitweilig in Făgăraș
- Carmen Daniela (* 1951), Pianistin
- E. O. Chirovici (* 1964), Ökonom, Schriftsteller und Journalist
- Nicușor Dan (* 1969), Präsident Rumäniens
- Ioan Viorel Ganea (* 1973), Fußballspieler
- Ovidiu Cornea (* 1980), Ruderer
- Marian Barbu (* 1985), Fußballschiedsrichter